# David Seltzer
David Seltzer, född 12 februari 1940 i Highland Park i Illinois, är en amerikansk manusförfattare, filmproducent och regissör. Seltzer är främst känd för att ha skrivit manus till filmerna Omen (1976) och Lovligt byte (1990). Seltzer har även skrivit manus och regisserat tonårsfilmen Lucas (1986) med Corey Haim, Charlie Sheen och Winona Ryder, komedin Punchline (1988) med Sally Field och Tom Hanks och krigsdramat I örnens klor (1992) med Melanie Griffith och Michael Douglas.

## Filmografi i urval
(som producent, regissör eller manusförfattare)

- Willy Wonka och chokladfabriken (1971) - manusförfattare (ej krediterad)
- Two Is a Happy Number (1972) - manusförfattare
- Ett fönster mot skyn (1975) - manusförfattare
- Omen (1976) - manusförfattare
- Damien - Omen II (1978) - skapare av karaktärer
- Inkräktarna (1979) - manusförfattare
- De sju knivarna - Omen III (1981) - skapare av karaktärer
- Sex veckor (1982) - manusförfattare
- Ett bord för fem (1983) - manusförfattare
- Lucas (1986) - regissör och manusförfattare
- Punchline (1988) - regissör och manusförfattare
- Lovligt byte (1990) - medförfattare
- I örnens klor (1992) -  producent, regissör och manusförfattare
- Min jätte (1998) - medförfattare
- Dragonfly (2002) - medförfattare
- Omen (2006) - manusförfattare